# Diomira Fabjan Bajc
Diomira Fabjan, profesorica, prevajalka, * 11. maj 1937, Trst, † 18. marec 2019, Trst.

## Življenje in delo
Diomira Fabjan se je rodila v Trstu, oče Franc je bil čevljar iz Kobdilja, mati Judita (rojena Širca), čevljarska pomočnica, pa iz Pliskovice. Osnovno, nižjo srednjo šolo in Klasični licej je obiskovala v Trstu, po maturi (z odliko) je dobila štipendijo in se vpisala na Fakulteto za tuje jezike in književnosti na Univerzo Câ Foscari v Benetkah, kjer je leta1966 diplomirala s tezo o Dnevniku pisatelja F. M. Dostojevskega. Od leta 1959 do 1973 je učila italijanščino na raznih slovenskih nižjih srednjih šolah na Tržaškem, od leta 1973 do upokojitve leta 1988 pa je bila redna profesorica na liceju F. Prešerna v Trstu. Od leta 1983 je poučevala prevajanje iz slovenščine v italijanščino na Fakulteti za tolmače in prevajalce Univerze v Trstu. V šolskem letu 1985–1987 je bila na študijskem izpopolnjevanju v Ljubljani, kjer je pod mentorstvom dr. Jožeta Toporišiča zbirala gradivo za slovensko-italijanski frazeološki slovar, ki ga je nato izdala v knjigi Dve muhi na en mah: slovensko-italijanski frazeološki slovar = Due piccioni con una fava: vocabolario fraseologico sloveno-italiano leta 1995 . Medtem se je omožila z matematikom Dragom Bajcem.
Diomira Fabjan Bajc se je začela resno ukvarjati s prevajanjem v 70ih letih prejšnjega stoletja iz ljubezni do slovenske književnosti in posledične želje, da bi jo spoznali in cenili tudi tujci. Zato je povečini prevajala iz slovenščine v italijanščino. Prevajala je knjige: Ivan Cankar, Podobe iz sanj (Marietti, Turin 1983); Miran Sattler, Ljubljana (Cankarjeva Založba, Lj. 1987); Matjaž Kmecl, Ljubljana (Motovun, Lj. 1987); Branko Marušič, Nova Gorica (Motovun, Lj. 1988) ; Mitja Meršol, Dobrodošli v Sloveniji (Motovun, Lj. 1988); Samo Pahor, Za resnico o fojbah (Isonzo/Soča, Gorica 1990); Alojz Rebula, V Sibilinem vetru (ZTT-EST, Trst 1992); Tomšič Marjan, Šavrinke (Koper 1997); Boris Pahor, Zibelka sveta (Nicolodi, Rovereto 2004); Evald Flisar, Tri drame (Multimedia, Baronissi - Salerno 2012); Boris Pahor, Kres v pristanu (La nave di Teseo, Milano 2020); Saša Martelanc, Valček sreče (Mladika, Trst 2016); a tudi pesmi Prgišče Krasa (HPO, 1983) Alberta Miklavca, Ljubke Šorli in drugih. Pisala in prevajala je tudi za časopise in revije: Le Livre slovène, v II Piccolo, v zbornik Vilenica, v Sodobnost, v Isonzo/Soča, v Primorski dnevnik, v Mladiko (kjer je bila dolga leta v Svetu revije), v Novi glas,  v Primorska srečanja in druge. Pisala je tudi gesla za Primorski slovenski biografski leksikon. Sodelovala je tudi z Radiem Trst A in več let vodila jezikovno rubriko. Bila je članica Društva slovenskih književnih prevajalcev.
Diomira Fabjan Bajc je sestavila mnogo italijansko-slovenskih slovarjev, tudi žepnih, ki so jih večkrat ponatisnili. Leta 1994 je izdala slovar Lažni prijatelji : slovensko-italijanski slovar paronimov = I falsi amici : vocabolario italiano-sloveno dei paronimi, leta 1995 pa zgoraj omenjeni Frazeološki slovar.
Leta 2017 je napisala knjigo Rojanska župnija / La parrocchia di Roiano, v kateri predstavlja versko življenje v tržaški četrti Rojan, kjer je živela.
Od leta 1993 je bila v komisiji literarne nagrade vstajenje. Večkrat je bila tudi članica komisije nagradnega literarnega natečaja, ki ga vsako leto razpisuje revija Mladika.